# Elżbieta Wójcik
Elżbieta Wójcik (* 14. Januar 1996 in Karlino) ist eine polnische Boxerin im Mittelgewicht.

## Karriere
Wójcik wurde 2011 in Orenburg und 2012 in Władysławowo jeweils Junioren-Europameisterin, gewann Silber bei der Jugend-Weltmeisterschaft 2013 in Albena und jeweils Gold bei der Jugend-Europameisterschaft 2014 in Assisi, der Jugend-Weltmeisterschaft 2014 in Sofia und den Olympischen Jugend-Sommerspielen 2014 in Nanjing.
2015 und 2016 wurde sie erstmals Polnische Meisterin bei den Erwachsenen und startete bei der Europameisterschaft 2016 in Sofia, wo sie im Viertelfinale gegen Lauren Price ausschied. 2017 und 2018 wurde sie erneut Polnische Meisterin, unterlag im Viertelfinale der Europameisterschaft 2018 in Sofia gegen Sarah Scheurich und im Viertelfinale der Weltmeisterschaft 2018 in Neu-Delhi mit 2:3 knapp gegen Lauren Price. Bei der U22-Europameisterschaft 2018 in Târgu Jiu gewann sie Bronze.
2019 wurde sie wieder Polnische Meisterin und erreichte bei der Europameisterschaft 2019 in Alcobendas das Finale, wo sie beim Kampf um die Goldmedaille gegen Aoife O’Rourke unterlag. Bei den Europaspielen 2019 in Minsk kam sie unter anderem mit einem Sieg gegen Sarah Scheurich in das Halbfinale, wo sie mit 2:3 gegen Nouchka Fontijn ausschied und Bronze gewann. Bei der Weltmeisterschaft 2019 in Ulan-Ude schied sie dann jedoch verletzungsbedingt in der Vorrunde gegen Iveta Lešinskytė aus. Aufgrund ihrer Ranglistenplatzierung war sie auch für die 2021 in Tokio ausgetragenen Olympischen Sommerspiele 2020 qualifiziert, wo sie im Vorrundenkampf erneut gegen Nouchka Fontijn unterlag.
Bei der Europameisterschaft 2022 in Budva unterlag sie erst wieder im Finale gegen Aoife O’Rourke und wurde zum zweiten Mal Vize-Europameisterin, zudem gewann sie bei den Europaspielen 2023 in Krakau eine Bronzemedaille, nachdem sie mit 2:3 im Halbfinale gegen O’Rourke ausgeschieden war. Bei den Olympischen Sommerspielen 2024 in Paris schied sie im Viertelfinale mit 2:3 gegen Atheyna Bylon aus.